# Plaza de la bandera nacional
La plaza de la bandera nacional (en azerí: Dövlət Bayrağı Meydanı) es una gran plaza en la avenida Neftchiler en Bayil, Bakú, Azerbaiyán. En ella ondea una bandera de Azerbaiyán que mide 35 por 70 metros izada en un mástil de 162 metros de altura que había sido confirmado como el más alto del mundo por el libro Guinness de los récords hasta ser superado por el mástil de  Dusambé, de 165 metros, en Tayikistán, construido por el mismo diseñador estadounidense: David Chambers.
La parte superior de la plaza de la bandera nacional abarca tres hectáreas y en general la plaza ocupa 60 hectáreas. La plaza cuenta con los símbolos del Estado de Azerbaiyán (el escudo de armas y el himno) y el mapa del país. 

## Historia

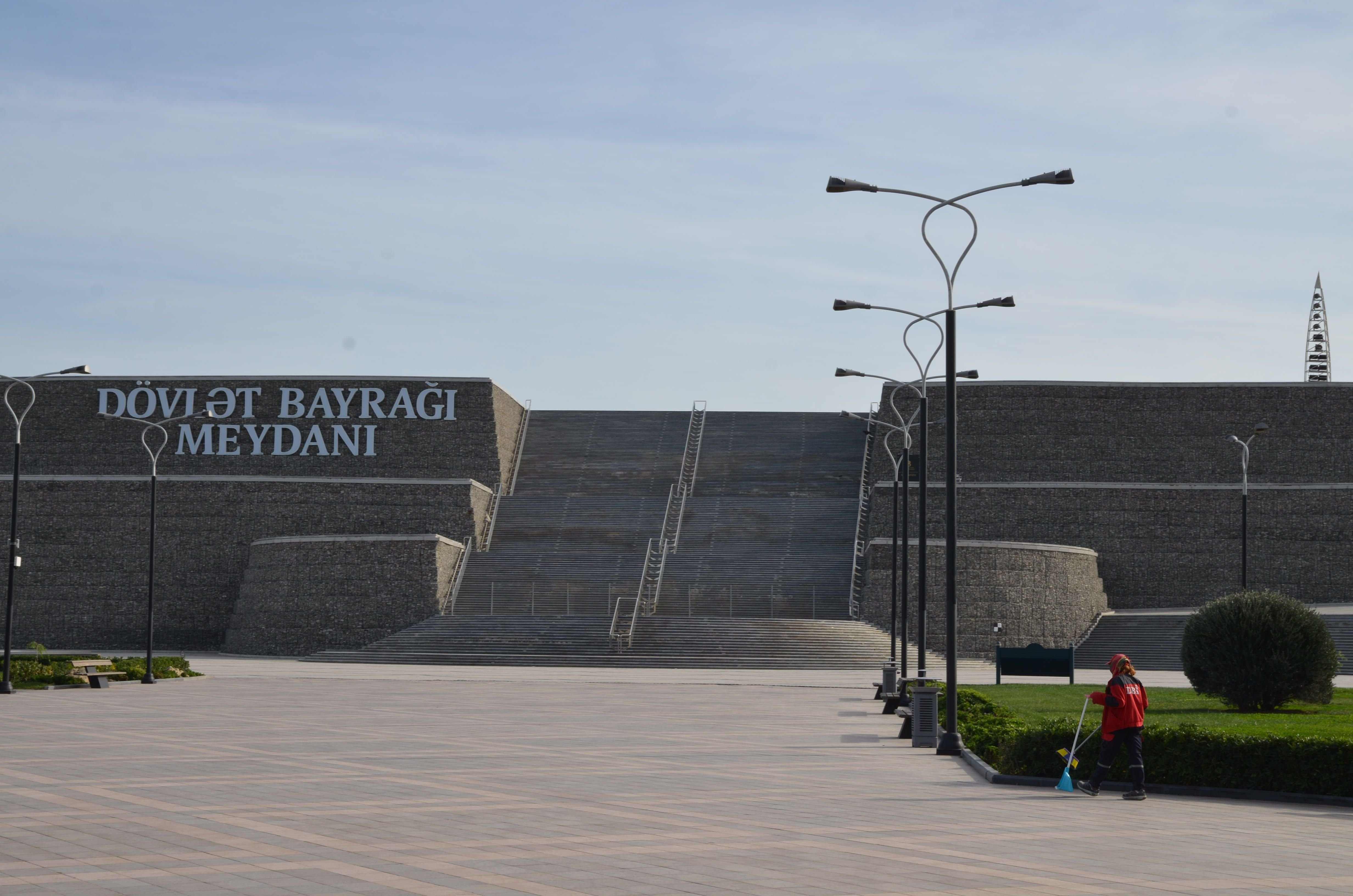
La plaza de la bandera nacional

### Construcción
El 17 de noviembre de 2007 el Presidente azerbaiyano firmó un orden sobre la creación en Bakú una plaza en honor de la bandera estatal de la República de Azerbaiyán.
El fundamento de la plaza fue sentado el 30 de diciembre del mismo año cerca de base militar principal de las Fuerzas Marinas de Azerbaiyán.
El autor del proyecto es la compañía americana Trident Support. Se realizó el proyecto la compañía azerbaiyana Azenko.

### Apertura
La ceremonia de apertura de la Plaza de la bandera nacional se celebró el 1 de septiembre de 2010 El 24 de noviembre de 2010 por el orden presidencial fue establecida la Gestión del Complejo de la Plaza de bandera nacional de Gabinete de los Ministros de la República de Azerbaiyán. En 2011, el 16 de mayo fue decidido construir en el territorio de Plaza  un estadio de conciertos para celebrar Eurovisión 2012.

## Museo de bandera
En la plaza fue establecido un museo de bandera estatal. El museo fue abierto el 9 de noviembre de 2010, en el día de la bandera estatal. Aquí se exhiben banderas restaurados de los estados y khanates, que existían en el territorio de Azerbaiyán actual, escudos, aprobados en algunos períodos por la Constitución de Azerbaiyán, estampillas, jemplos de biletes y monedas, ordneos, medallas, fotografías y documentos de la independencia del estado azerbaiyano.